# هورنس ووگل (کشتی‌گیر)
دیلان پوستی (به انگلیسی: Dylan Postl) یک کشتی‌گیر حرفه‌ای ایرلندی متولد ۲۸ می ۱۹۸۶ (میلادی) است که با نام هورنس ووگل (به انگلیسی: hornswoggle)، در مسابقات کشتی حرفه‌ای شرکت می‌کند. هورنس ووگل از می ۲۰۰۵ تا کنون در دابلیو دابیو ای کار می‌کند.

## زندگی شخصی
او کشتی‌گیری است که با قد کوتاهش باعث محبوب شدنش شده‌است، او ابتدا در nwa کار می‌کرد تا جایی که توانست در nwa قهرمانی هورت استکس را به دست اورد. او در مه ۲۰۰۵ به دابلیو دابلیو ای پیوست و در ببو ورودش به همراه رایان کراس، هات زینگ، گروه الماس را تشکیل داد.

## افتخارات کشتی حرفه‌ای

### حضور در دابلیو دابلیو ای
او در ببو ورودش به دلیل کوچک بودنش اتوماتیک وار به سبک وزن منتفل شد او در سال ۲۰۰۸ در یک بازی با کمک فینیلی توانست آخرین قهرمانی سبک وزن را به دست اورد، لازم است ذکر شود فینلی از همان اول دوست و برادر و مربی او بوده و حتی تم ورود او تم فینلی است.

### درگیری با فینیلی و انتقال به برند راو توسط وینس مک من
پس از قهرمانی در سبک وزن در سال ۲۰۰۹ مورد حمایت شیمس قرار گرفت همین سبب نارضایتی فینلی شد که شیمس به او درس خوبی داد تا با هورنس ووگل کاری نداشته باشد، او توسط وینس مک من به راو انتقال یافت و رفاقتش با شیمس ادامه یافت او در ادامه با کشتی گیرانی مثل (بیگ شو، گریت کالی و مارک هنری) مبارزه کرد که به کمک شیمس پیروز شد، او آخرین کشتی خود را دریک بتل رویال سر کمربند سبک وزن در سال ۲۰۱۱ انجام داد که در پایان او وشیمس ماندند و او با ترفند خاصی شیمس را پایین انداخت تا قهرمان بماند رفاقت او با شیمس به هم نخورد و ادامه یافت به نظر می‌رسد او دیگر کشتی نمگیرد و یک منیجر خواهد بود، لازم است ذکر شود که کمربند سبک وزن پس از ان یک بار به مت هاردی رسید ولی شیمس در مبارزه‌ای ان را برد و به هورنس ووگل داد، این کمربند به دلیل حضور نیافتن هورنس ووگل در حال حاضر difeited می‌باشد و در صورت حضور او این کمربند دوباره رسمیت پیدا خواهد کرد.